# Araneus flavopunctatus
Araneus flavopunctatus är en spindelart som först beskrevs av Ludwig Carl Christian Koch 1871.  Araneus flavopunctatus ingår i släktet Araneus och familjen hjulspindlar.
Artens utbredningsområde är Fiji. Inga underarter finns listade i Catalogue of Life.